# Lagerströmiasläktet
Lagerströmiasläktet[källa behövs] (Lagerstroemia) är ett växtsläkte i familjen fackelblomsväxter med 20–50 arter. De förekommer till största delen i det ostindiska monsunområdet. Flera arter lämnar värdefullt virke. Lagerströmia (L. indica) är en vacker prydnadsbuske från Kina och Ostindien som ibland odlas som krukväxt i Sverige.
Släktet är uppkallat efter direktören för Ostindiska kompaniet Magnus Lagerström som var vän med Carl von Linné. 
Lagerströmiasläktet innehåller lövfällande träd eller buskar som kan vara kala eller filthåriga. Unga grenar är fyrkantiga. Bladen är ofta läderartade, motsatta till strödda, skaftade till skaftlösa. Blommorna sitter i en toppställd klase. Själva blommorna är ofta stora och vackra, de är sextaliga med vanligen skrynkliga kronblad. Ståndarna är många, inkluderade eller utskjutande. Fruktämnet är tre- till sexrummigt och mognar till en kapsel som innehåller vingade frön.